# Francesco Angeloni
Francesco Angeloni (1587 Terni – 29. listopadu 1652 Řím) byl italský spisovatel, historik a sběratel. Studoval v Perugii a poté odešel do Říma, kde pracoval jako tajemník kardinála Pietra Aldobrandini, synovce papeže Klementa VIII.
Angeloni se většinu života věnoval sbírání antických mincí, medailí, knih, maleb a archeologických artefaktů a získal evropskou proslulost dílem Historia Augusta (1641), historií Říma od Julia Caesara ke Constantinovi I., ilustrované dobovými antickými mincemi. Napsal také několik komedií a novel, a roku 1646 historii rodného města Storia di Terni.
Ve svém domě vychovával Giana Pietroa Belloriho, svého synovce, který se stal známým italským historikem.